# Åsarps församling
För församlingen i Tranemo kommun, se Södra Åsarps församling
Åsarps församling är en församling i Falköpings och Hökensås kontrakt i Skara stift. Församlingen ligger i Falköpings kommun i Västra Götalands län och ingår i Floby pastorat. 

## Administrativ historik
Församlingen bildades 1998 genom sammanslagning av Fivlereds, Solberga och Åsarp-Smula församlingar och ingår sedan dess i Floby pastorat. År 2010 införlivades Börstigs församling.

## Kyrkor
- Fivlereds kyrka
- Solberga kyrka
- Åsarp-Smula kyrka
- Börstigs kyrka